# Rue de la Victoire
La rue de la Victoire è una delle strade di Parigi, collocata nel IX arrondissement di Parigi.
Il nome antico era rue Chantereine (che in francese significa "rane cantanti") dal momento che esso era anticamente un quartiere periferico probabilmente abitato da diverse rane. La strada ottenne il nome di "rue de la Victoire" in onore delle vittorie condotte da Napoleone Bonaparte dal 1797 al 1812.

## Luoghi d'interesse

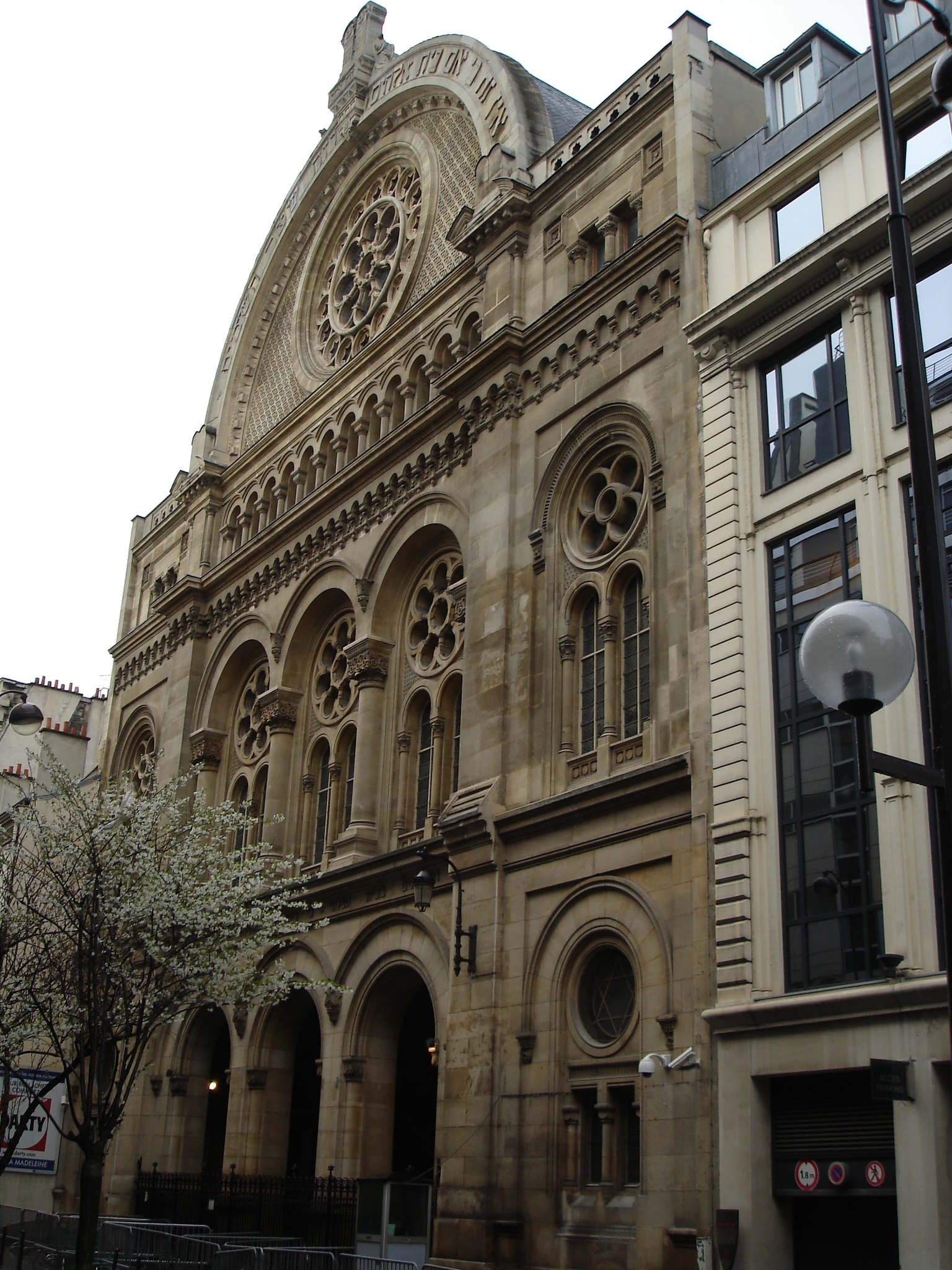
La grande sinagoga di Parigi

- n° 13bis : la casa parigina di Giuseppina Strepponi, dove convisse per la prima volta con Giuseppe Verdi per qualche tempo. Qui il maestro compose I vespri siciliani.
- n° 44 : la grande sinagoga di Parigi.
- n° 58-60 : l'hôtel Beauharnais, palazzo di proprietà di Napoleone da cui organizzò il colpo di stato del 18 brumaio
- n° 92 : qui era lo studio del pittore Édouard Vienot
- n° 98bis : (alla congiunzione con rue Joubert) : l'hôtel dell'architetto francese François-Joseph Bélanger. Venne rilasciato dalla prigione di Saint-Lazare durante la Rivoluzione francese e ricostruì il palazzo in stile pompeiano per la moglie, la ballerina mademoiselle Dervieux.